# Adena
Adena è un villaggio degli Stati Uniti d'America, situato nello stato dell'Ohio, diviso tra la contea di Jefferson e la contea di Harrison.

## Storia
John McLaughlin fu un pioniere giunto nell'area di Adena nel 1801, seguito, poi, da ohn Naylor, Caleb Kirk, Thomas Carr, Richard Logan, John Cramlet, Nathanial Kollum e Walter Francis.
Figlio dello scozzese James McLaughlin fuggito dalla terra natale durante un periodo di persecuzioni religiose e giunto negli Stati Uniti passando per l'irlanda. John sposò Ann Johnson, sorella di tale John Johnson, che rivendette a McLughlin un appezzamento di terreno, selvaggio e infestato da lupi, acquistato per la cifra di 12,5 centesimi per acro. 
McLaughlin costruì la sua fattoria sulla collina a ovest di Peanut Hill, di cui ad oggi non restano tracce per via delle attività estrattive della Sunshine Mining Company.
In seguito John McLaughlin fece costruire una casa in mattoni servendosi, con tutta probabilità, dallo stesso architetto che realizzò, vicino York, la tenuta Hamilton precedentemente nota come Updegraff.
McLaughlin  venne eletto per otto anni come legislatore di stato e divenne, in seguito, per ulteriori otto anni senatore presso il Campidoglio di stato dell'Ohio presso Chillicothe.

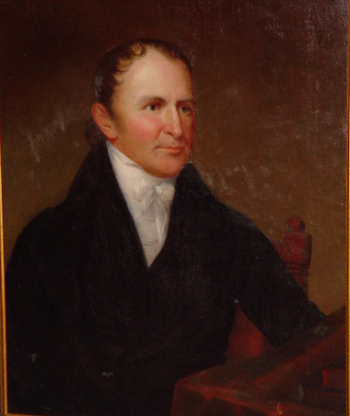
Thomas Worthington

Proprio all'amicizia con Thomas Worthington, governatore territoriale dell'Ohio, si deve il nome della città, scelto in ossequio al giardino di Worthington, noto come  "Adena" che significa "paradiso" nella speranza che la nuova cittadina potesse essere altrettanto florida.
Tra il 1825 e il 1850 la popolazione continuò a crescere e si ebbe un graduale aumento dei servizi, la posta veniva consegnata due volte a settimana da un servizio a cavallo con base a Smithfield, in seguito si spostò la base a Wheeling e il servizio divenne quotidiano.
Nel 1831 venne costruita una scuola, costituita da una singola aula, per accogliere gli studenti che, in precedenza, dovevano recarsi alla scuola di Rehoboth.
Nel 1855 si costituì l'ufficio postale che doveva servire un territorio vasto, mentre, nel 1860 si realizzò un ponte coperto nel centro della città. Venne poi costruita una chiesa che consentì ai fedeli, precedentemente costretti a recarsi alla chiesa presbiteriana di Beech Springs o alla chiesa del convento di Piney Fork Creek, di professare in città; agli albori del '900, inoltre, erano attivi in città una banca, alcuni mulini e numerosi negozi e empori. Con l'aumento della popolazione si istituì, nel 1908, la municipalità, di cui Bascom Hastings fu il primo sindaco.
Nel 1920, invece, grazie agli sforzi dell'allora sindaco W. P. Moore, i provvide ad asfaltare le strade dando un ulteriore impulso all'espansione di questo piccolo centro minerario.
Nel 1939 la popolazione era di circa 1500 persone, prevalente mente di origini inglesi, tedesche, scozzesi e irlandesi, giunte qui dalla  Pennsylvania e dal Maryland in cerca di terreni da coltivare.
Da ricordare anche la comunità dei quaccheri, stanziati nelle zone a est e a sud della città.